# Will Oldham
Will Oldham (Louisville, Kentucky, 15 januari 1970) is een Amerikaanse singer-songwriter, acteur en muzikant. Oldham heeft onder verschillende namen muziek opgenomen, waaronder Palace, Palace Brothers, Palace Music, Bonnie "Prince" Billy, en onder zijn eigen naam. Zijn muziek wordt gekenmerkt door zijn krakende, soms valse stem, maar altijd recht uit het hart. Hij werd in het verleden wel vergeleken met Neil Young en Leonard Cohen.

## Carrière
Naast Ned en Paul Oldham speelt Will met een groot aantal wisselende artiesten. Jason Loewenstein van Sebadoh. Met David Pajo, van de invloedrijke band Slint, neemt hij There Is No-One What Will Take Care of You op. Viva last blues werd geproduceerd door Shellac-voorman Steve Albini. Onder de naam The Sundowners nam Will Oldham samen met Smog een aantal singles op.
Bonnie Billy wordt zeer gewaardeerd door andere artiesten. Zo heeft de inmiddels overleden zanger Johnny Cash het nummer 'I see a darkness" van Will Oldham gecoverd. Het pseudoniem Bonnie "Prince" Billy heeft volgens Oldham vele verwijzingen zoals onder andere naar Bonnie Prince Charlie en Billy the Kid, een crimineel uit de 19e eeuw.
Oldham treedt slechts zeer zelden op als solo-artiest. Zijn meest recente samenwerking betreft die met Matt Sweeney (Zwan), met wie hij het album Superwolf heeft uitgebracht. Onder die naam hebben Oldham en Sweeney in de zomer van 2005 een tournee gemaakt, waarbij met concerten in Nijmegen, Amsterdam en op het Lowlandsfestival ook Nederland werd aangedaan. In 2006 bracht hij met Tortoise het album The Brave and the Bold uit.

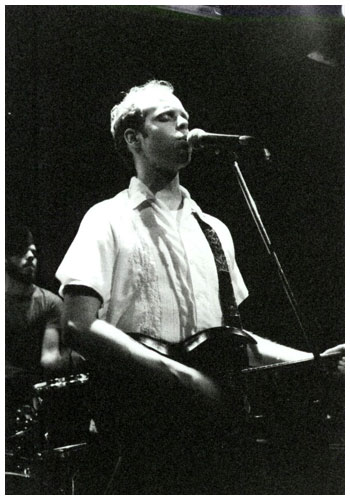
Will Oldham

## Samenwerking
Will Oldham heeft met de volgende artiesten/bands samengewerkt:
- Johnny Cash
- Björk
- Slint
- PJ Harvey
- Tortoise
- David Pajo
- Steve Albini
- Alasdair Roberts (Appendix Out)
- Jason Molina
- Bill Callahan (Smog)
- Joanna Newsom
- Rian Murphy
- The Renderers
- Current 93
- Matt Sweeney
- Sage Francis
- Tindersticks
- Tweaker
- Silver Jews
- The Anomoanon
- Nicolai Dunger
- Harem Scarem
- Briana Corrigan
- Wrinkle Neck Mules
- Papa M
- Brightblack Morninglight
- Scout Niblett
- The Cairo Gang
- Broeder Dieleman
- Boxhead Ensemble

## Discografie Will Oldham

### Albums
- Joya (1997)
- Western Music (1998)
- Guarapero/Lost Blues 2 (2000)
- Seafarers Music  (2004)

### Singles/ep's
- Patience/Take however long you want (1997)
- Black/Rich music (1998)
- Little Joya (1998)
- Ode Music (2000)
- All Most Heaven (2000)

## Discografie Palace Music

### Albums
- Viva Last Blues (1995)
- Arise Therefore (1996)

### Singles/ep's
- Ohio River Boat Song (1992)
- Come in/Trudy dies (1993)
- An Arrow Through the Bitch (1994)
- Horses/Stable Will (1994)
- O How I Enjoy the Light/Marriage (1994)
- West Palm Beach/Gulf Shores (1994)
- Gezundheit/Let the wires Ring (1995)
- The Mountain/(End of) Travelling (1995)
- Every Mother's Son/No More Rides (1996)
- For the Mekons Et Al/Stable Will (1996)
- Little Blue Eyes/The Spider Dude is Often There (1996)

## Discografie Palace Brothers

### Albums
- There is No-One What Will Take Care of You (1993)
- Days in the Wake (1994)

### Singles/ep's
- The Mountain (1995)

### Compilaties
- Lost Blues and Other Songs (1997)

## Discografie Palace Songs

### Singles/ep's
- Hope (1995)

## Discografie Bonnie Prince Billy

### Albums
- I See a Darkness (1999)
- Get on Jolly (2000)
- Ease Down the Road (2001)
- Master and Everyone (2003)
- Greatest Palace Music (2004)
- Superwolf (2005)
- Summer in the Southeast (live) (2005)
- The Brave and de Bold met Tortoise (2006)
- The Letting go (2006)
- Ask Forgiveness (2007)
- Lie Down in The Light (2008)
- Beware (2009)
- The wonder show of the world (2010)
- Wolfroy goes to town (2011))
- Singer's Grave A Sea of Tongues (2014)
- Epic Jammers and Fortunate Little Ditties – Bitchin Bajas and Bonnie Prince Billy (2016)
- Best Troubador – Bonnie "Prince" Billy (2017) (covers of Merle Haggard songs)
- Wolf of the Cosmos – Bonnie "Prince" Billy (2017) (cover of Sonata Mix Dwarf Cosmos by Susanna)
- Songs of Love and Horror – Will Oldham (2018) (reworkings of earlier songs)
- I Made a Place – Bonnie "Prince" Billy (2019)
- Superwolves – Matt Sweeney & Bonnie "Prince" Billy (2021)
- Keeping Secrets Will Destroy You (2023)
- Hear the Children Sing the Evidence (2024)
- The Purple Bird (2025)

### Singles/ep's
- Black Dissimulation (1998)
- Blue Lotus Feet (1998)
- Agnes, Queen of Sorrow (2004)
- No More Workhorse Blues (2004)
- Cursed Sleep (2006)
- Cold and Wet (2006)
- Gloria / Drie vragen (2015) (met Broeder Dieleman)

## Filmografie
- Matewan (1987)
- Everybody's Baby: The Rescue of Jessica McClure (1989)
- Thousand Pieces of Gold (1991)
- Elysian Fields (1993)
- Radiation (1998)
- Julien Donkey-Boy (1999)
- Junebug (2005)
- Old Joy (2005)
- The Guatemalan Handshake (2005)
- Wendy and Lucy (2008)
- Jackass 3D (2010)
- Eden (2014)
- A Ghost Story (2017)
- The Bikeriders (2023)

## Hitlijsten

### Albums
| Album met eventuele hitnotering(en) in de Nederlandse Album Top 100 | Datum van verschijnen | Datum van binnenkomst | Hoogste positie | Aantal weken | Opmerkingen               |
| ------------------------------------------------------------------- | --------------------- | --------------------- | --------------- | ------------ | ------------------------- |
| Master and everyone                                                 | 28-01-2003            | 08-02-2003            | 97              | 2            | als Bonnie "Prince" Billy |
| The letting go                                                      | 19-09-2006            | 23-09-2006            | 66              | 3            | als Bonnie "Prince" Billy |
| Beware                                                              | 13-03-2009            | 21-03-2009            | 67              | 2            | als Bonnie "Prince" Billy |

| Album met hitnotering(en) in de Vlaamse Ultratop 200 albums | Datum van verschijnen | Datum van binnenkomst | Hoogste positie | Aantal weken | Opmerkingen                                    |
| ----------------------------------------------------------- | --------------------- | --------------------- | --------------- | ------------ | ---------------------------------------------- |
| Master and everyone                                         | 2003                  | 15-02-2003            | 47              | 1            | als Bonnie "Prince" Billy                      |
| Greatest palace music                                       | 2004                  | 10-04-2004            | 90              | 3            | als Bonnie "Prince" Billy                      |
| The brave and the bold                                      | 2006                  | 04-02-2006            | 77              | 3            | als Bonnie "Prince" Billy / met Tortoise       |
| The letting go                                              | 2006                  | 30-09-2006            | 29              | 7            | als Bonnie "Prince" Billy                      |
| Lie down in the light                                       | 2008                  | 31-05-2008            | 51              | 4            | als Bonnie "Prince" Billy                      |
| Beware                                                      | 13-03-2009            | 21-03-2009            | 21              | 7            | als Bonnie "Prince" Billy                      |
| The wonder show of the world                                | 26-03-2010            | 10-04-2010            | 71              | 3            | als Bonnie "Prince" Billy / met The Cairo Gang |
| Wolfroy goes to town                                        | 07-10-2011            | 15-10-2011            | 52              | 3            | als Bonnie "Prince" Billy                      |